# Arley Green
Arley Green – wieś w Anglii, w hrabstwie ceremonialnym Cheshire, w dystrykcie (unitary authority) Cheshire East. Leży 31 km na północny wschód od miasta Chester i 256 km na północny zachód od Londynu.